# Helmstedter Straße 10 (Magdeburg)

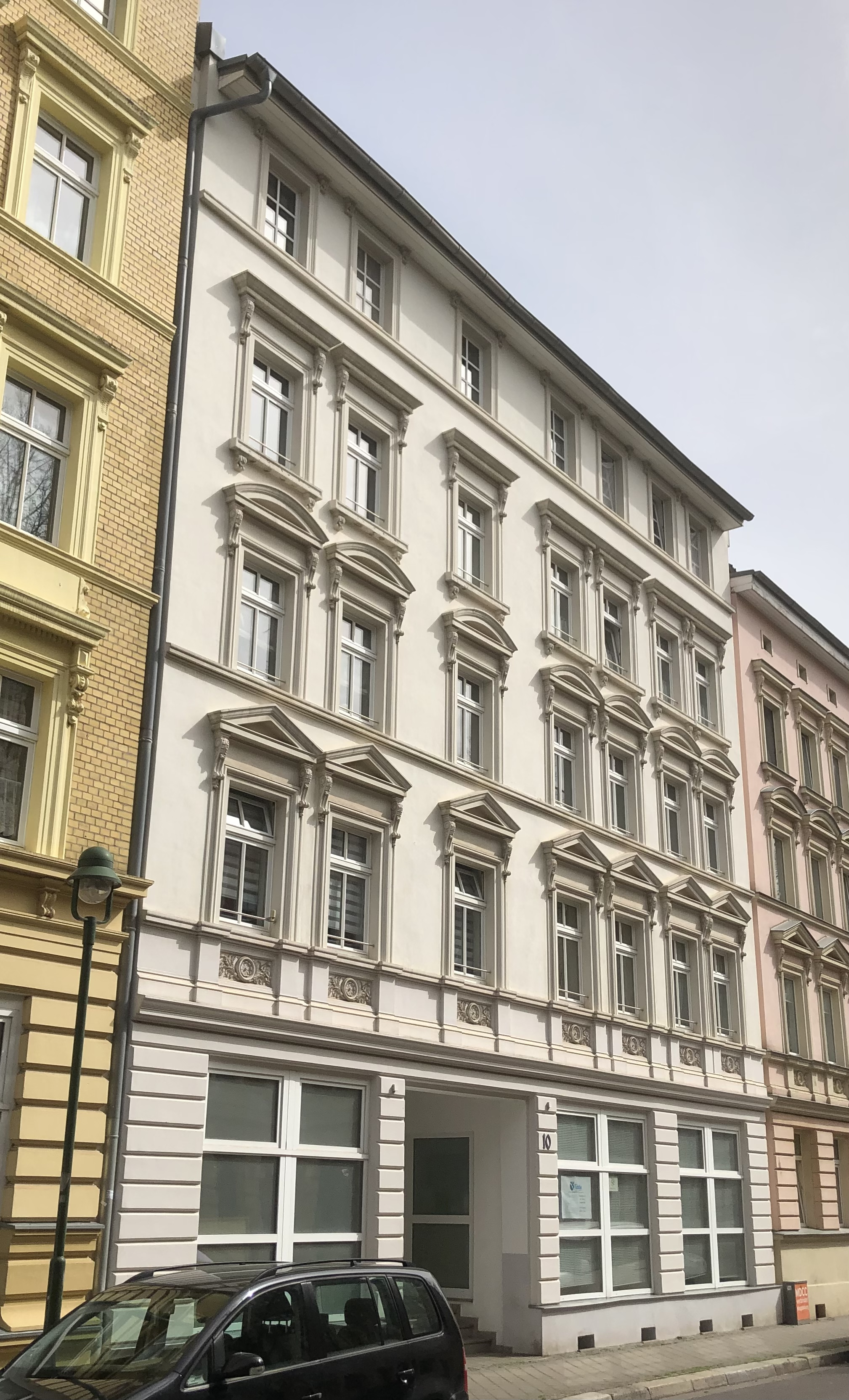
Haus Helmstedter Straße 10 im Jahr 2022

Helmstedter Straße 10 ist ein denkmalgeschütztes Wohnhaus im Magdeburger Stadtteil Sudenburg in Sachsen-Anhalt.

## Lage
Das Gebäude befindet sich auf der Ostseite der Helmstedter Straße und gehört auch zum Denkmalbereich Helmstedter Straße 5–13, 53–55, 57–61. Südlich grenzt das gleichfalls denkmalgeschützte und  achsengespiegelte Haus Helmstedter Straße 9, nördlich das Haus Nummer 11 an.

## Architektur und Geschichte
Das viergeschossige Haus entstand in der Zeit um 1870/1880. Die Fassade ist siebenachsig und im Stil der Neorenaissance ausgeführt. Im Erdgeschoss weist die Fassade eine Rustizierung auf. Die Fensteröffnungen der Beletage im ersten Obergeschoss sind mit Verdachungen in Form von Dreiecksgiebeln versehen. In den Brüstungsfeldern bestehen Stuckverzierungen aus Ornamenten. Die Fensterverdachungen des zweiten Obergeschosses bestehen aus Segmentgiebeln. Der Bau verfügt über ein Mezzaningeschoss. An der Traufe finden sich Konsolsteine. 
Im örtlichen Denkmalverzeichnis ist das Wohnhaus unter der Erfassungsnummer 094 82046 als Baudenkmal verzeichnet.
Das Gebäude gilt als Bestandteil der gründerzeitlichen Straßenbebauung als städtebaulich und stadtgeschichtlich bedeutend.